# Ferbar
Ferbar je priimek v Sloveniji, ki ga je po podatkih Statističnega urada Republike Slovenije na dan 1. januarja 2010 uporabljalo 30 oseb in je med vsemi priimki po pogostosti uporabe uvrščen na 10.359. mesto.

## Znani nosilci priimka
- Janez Ferbar, fizik